# دوغشک
دوغشک، روستایی از توابع بخش مرکزی شهرستان تربت حیدریه در استان خراسان رضوی ایران است.این روستا در مجاورت روستای بنهنگ قرار دارد و از طریق جاده درون شهری تربت حیدریه به مشهد و در فاصله ۵ کیلومتری میدان خرمشر (میدان ترمینال) تربت حیدریه به سمت مشهد واقع میباشد

## جمعیت
این روستا در دهستان بالاولایت قرار دارد و براساس سرشماری مرکز آمار ایران در سال ۱۳۸۵، جمعیت آن ۶۳۳ نفر (۱۸۳خانوار) بوده‌است.